# VNS-41 (航空機)
VNS-41
- 用途：飛行艇
- 製造者：A41工場
- 運用者：ベトナム
- 生産数：1
- 生産開始：2003
- 運用開始：2005

VNS-41'は、A41工場の製作による2003年のベトナムの飛行艇である。

## 要目
- 乗員：3名
- 全長：6.98m
- 全幅：11.65m
- 全高：2.535m